# Boophis narinsi
A Boophis narinsi a kétéltűek (Amphibia) osztályába, a békák (Anura) rendjébe és az aranybékafélék (Mantellidae) családjába tartozó faj. 

## Előfordulása
A faj Madagaszkár endemikus faja. A sziget délkeleti részén, a Ranomafana Nemzeti Parkban honos. Természetes élőhelye a trópusi esőerdőkben található lassú folyású patakok.